# Dorosoma
Dorosoma es un género de peces clupeiformes de la familia Clupeidae.

## Especies
Se reconocen las siguientes especies:
- Dorosoma anale
- Dorosoma cepedianum
- Dorosoma chavesi
- Dorosoma petenense
- Dorosoma smithi